# Myospila flavihumera
Myospila flavihumera är en tvåvingeart som beskrevs av Feng 2001. Myospila flavihumera ingår i släktet Myospila och familjen husflugor.
Artens utbredningsområde är Sichuan (Kina). Inga underarter finns listade i Catalogue of Life.